# 덕적초등학교
덕적초등학교는 대한민국 인천광역시 옹진군 덕적면 진리에 있는 공립 초등학교이다.

## 학교 연혁
- 1933년 5월 1일 덕적공립보통학교 개교(진리 699-1)
- 1938년 4월 1일 덕적공립심상소학교로 개칭
- 1941년 4월 1일 덕적공립국민학교로 개칭
- 1957년 2월 15일 초대 지승만 교장 취임
- 1981년 3월 10일 병설유치원 설립
- 1983년 3월 1일 지도분교장 통폐합
- 1988년 3월 1일 굴업분교장 통폐합
- 1992년 3월 1일 명신분교장 통폐합
- 1996년 3월 1일 덕적초등학교로 명칭 변경
- 1996년 3월 1일 백아분교장, 서포국민학교 통폐합
- 1997년 12월 3일 본관 건물 개축
- 1998년 3월 1일 소야분교장 통폐합
- 1999년 3월 1일 덕적 초·중·고 통합운영
- 1999년 3월 1일 문갑분교장, 울도분교장 통폐합
- 2001년 12월 1일 강당 및 교직원 신간사, 테니스코트 준공
- 2002년 1월 26일 유치원, 강당, 교직원 신관사 준공
- 2005년 4월 11일 도서실 확장 및 운동장 담장공사
- 2006년 9월 18일 방과후교실 현대화
- 2006년 10월 1일 체력단련실 설치
- 2007년 3월 1일 인천광역시교육청지정 평생교육 시범학교 운영(~ 2009년 2월 28일)
- 2009년 2월 27일 큰물섬 도서관, 영어전용카페 리모델링 완공
- 2009년 3월 1일 도서관 개축, 과학실 정비, 중등영어전용교실 구축
- 2009년 9월 1일 초등교실 6실, 급식실 신축
- 2010년 8월 22일 설리반(특수학급) 교실 리모델링, EPR(영어전용교실) 완공
- 2010년 12월 1일 특수학급 리모델링, 다목적실 구축, 초등영어전용교실 구축
- 2011년 2월 7일 초등 돌봄교실, 유치원 교실 리모델링 완공
- 2012년 3월 1일 김성동 교장 취임(초등 25대, 중등 30대, 고등 21대)
- 2013년 3월 1일 인천광역시교육청지청 통합운영학교 연구학교 운영(~ 2014년 2월 28일)
- 2014년 2월 14일 초등 80회, 중등 57회, 고등 32회 졸업(총 5,780명)
- 2014년 3월 1일 유치원 22명, 초등 3명, 중등 10명, 고등 14명 입학
- 2016년 9월 1일 윤일완 교장 취임(초등 27대, 중등 32대, 고등 23대)
- 2016년 12월 20일 학교 안전시설 확충(관사방범창 및 비상벨설치, CCTV 교체)
- 2017년 2월 7일 초등학교 83회, 중학교 60회, 고등학교 35회 졸업(총 5857명)
- 2017년 3월 1일 초등학교 6학급 편성(특수 1학급 포함)
- 2017년 3월 2일 초등학교 7명, 중학교 5명, 고등학교 11명 입학